# Tennfigur
Tennfigur är en miniatyrfigur av tenn  eller en legering av tenn, antimon, vismut och bly. Förr gjordes tennfigurer som leksak (tennsoldat) men i dag skapas tennfigurer framför allt som samlarobjekt.

## Historik
Människan har avbildat sig själv i alla tider och när man började utvinna metaller ur jordskorpan göt man bland annat små figurer i bly och tenn. Sålunda har man hittat tennfigurer från klassisk grekisk och romersk tid. I mitten av 1800-talet slog tennfiguren igenom som leksak och det var främst i Nürnberg och Fürth i Tyskland som tillverkningen började i större skala. I Sverige inleddes tillverkningen av tennfigurer, i mer omfattande form, under 1800-talets andra hälft. Tre stora större producenter fanns baserade i Stockholm: familjen Santessons firma (senare Gamla Tenngjuteriet), CC Ohlssons Leksaksfabrik och Tenngjuteriet Mars. Produktionen var omfattande och varierad.
Omkring 1920 tog tennfigurens historia en ny vändning i det att figuren gjordes mer realistisk och konstnärlig. Nu blev ”tennsoldaten” mer i detalj historiskt och anatomiskt riktig och väckte därmed samlarintresse hos vuxna entusiaster. Samlarna organiserade sig i föreningar som anordnade möten och andra träffar. Tennfiguren kom därmed att figurera i andra sammanhang än i den egna slutna kammaren. Utställningar och mässor blev träffpunkt för tennfigurssamlarna och böcker och annan litteratur framställde tennfigurens alla sidor, från historik till museiutställningar.

## Tillverkning

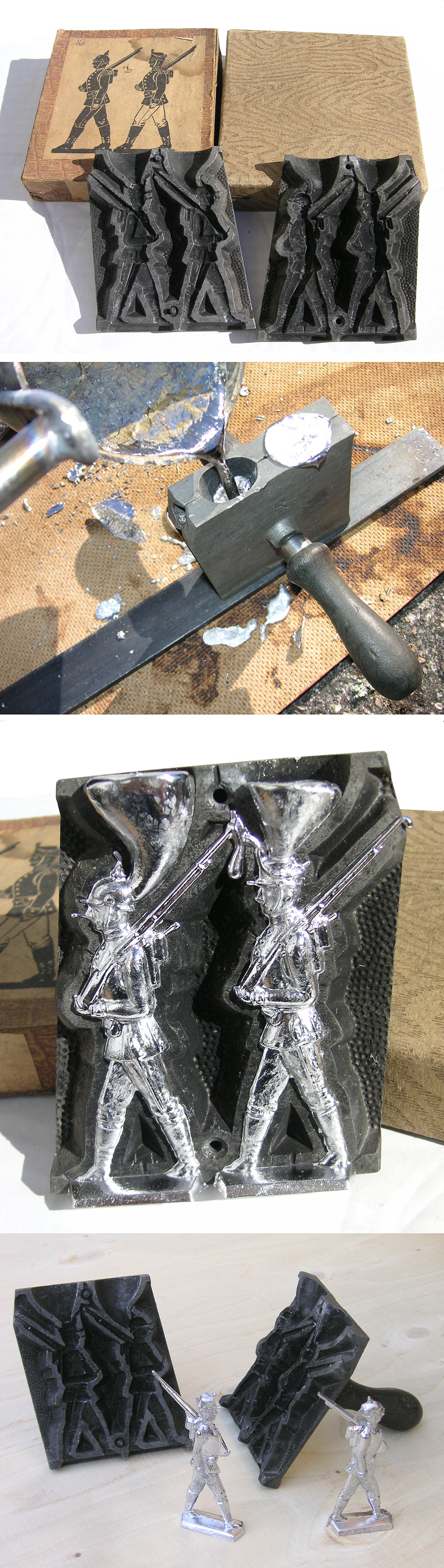
Ett montage som visar hur tennfigurer gjuts.

Från idé till färdigmålad figur finns flera mellansteg. Förr i tiden gjordes teckningen i tusch i originalstorlek medan man idag med lätthet förminskar den till den önskvärda skalan. Innan dess tas nödvändigt fakta fram. En sak som tecknaren måste tänka på är att teckningen, eller förlagan, fungerar rent gjuttekniskt och därför agerar ofta tecknare och gravör i ett nära samarbete
Beroende på om det är en siluettfigur eller en rund figur som skall skapas väljer man material och gjutteknik därefter. Då det gäller den flata siluettfiguren överförs teckningen genom kalkering till det material som utgör gjutformen, oftast en medelhård skiffer. Det kan dock även röra sig om metallform av exempelvis mässing. 
Därefter tar gravören hand om slutarbetet. Formen består av två halvor. Med stålsticklar gröper han ur formen så att det blir utrymme för metallen som skall utgöra figuren, först den ena formhalvan sedan den andra.
Då det gäller den runda figuren skulpterar konstnären sin originalfigur i ett material som kan variera. Formmaterial för den runda figuren skiljer sig i flera avseenden från den flata. Förr använde man metall men idag tillverkas den framför allt av silikongummi eller annat syntetmaterial. Då det gäller gjutteknik kan man antingen använda sig av slungteknik varvid man får en ihålig figur för att spara på materialet, eller så fylls hela hålrummet ut med metall och då erhålls en massiv figur. Metallen, som utgör figuren, är en legering av metallerna tenn, bly och antimon och ibland även lite vismut.

## Målning

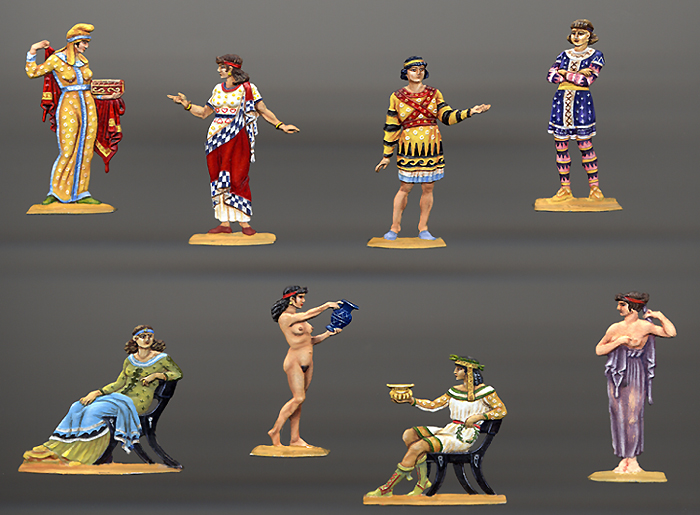
30mm siluettfigur, lydiskt hov 500 f.Kr.

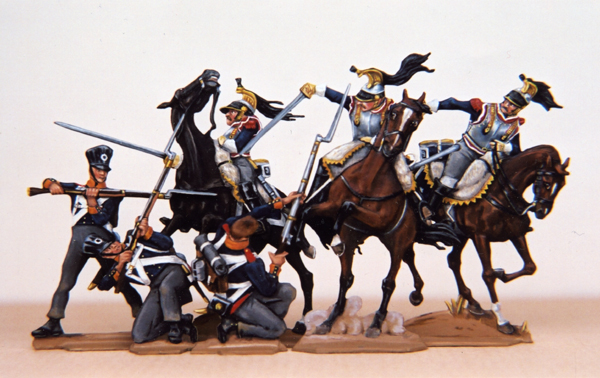
30mm siluettfigurer, Napoleonepoken

När samlaren inköpt sin figur måste det så kallade gjutskägget skrapas bort, som är överskott av metall efter läckage mellan formhalvorna. Sedan tvättas figuren i ett lösningsmedel så att det hudfett som finns på fingrarna inte skall få färgen att lossna. Därpå grundas figuren med en lackfärg som man gör slutmålningen på. Man kan välja oljefärger (konstnärsfärger), vatten-, akryl- eller lackfärger. Varje material har sin speciella teknik och ger figuren sin speciella karaktär. De figurer som är avbildade i denna artikel är samtliga målade i oljefärg.

## Tennsoldater
Dagens leksaksfigurer av plast har sina rötter i tennsoldaten. Att den kallades ”soldat” beror på att de första figurerna eller åtminstone flertalet av dem gestaltade soldater i en mångfald av arméer som barn lekte krigslekar med. Efterhand skapade man även civilfigurer som till exempel vilda och tama djur, cirkusartister, dagligt liv från både dåtid och bakåt i historien. Tidigare generationer lekte med dessa bly- eller tennfigurer fram till 1940-talet då andra material började ersätta metallerna. Tennsoldaten fanns i två utföranden, dels en rundmassiv och dels en flatare, så kallade siluettfigur.

## Tennfiguren idag
Silhuettfiguren har sina rötter i Tyskland som producerat de skickligaste tecknarna och gravörerna samt de mest produktiva utgivarna av tennfigurer. Men grannländerna Frankrike, Österrike och Schweiz har också skaffat sig en välrenommerad ställning i tennfigursvärlden. Utanför denna region dominerar den runda tennfiguren. I Sverige finns några föreningar och ett museum i Strängnäs. Museet i Strängnäs skapades av reklamdirektören Åke Dahlbäck med början under 1940-talet. Det första museet fanns i Hjortnäs, utanför Leksand, och bestod av en utställning med ungefär 5 000 figurer.
Då det gäller vilka teman som behandlas finns det i princip allt från stenåldersmänniskor till astronauter, från de första arméerna i Ur till dagens terrorister, från dinosaurier till moderna djurparker. Det finns bibliska motiv representerade, det finns dräkthistoria, militärhistoria, civil- och kulturhistoria, porträttfigurer, erotik och fantasy.
Varje udda år hålls världens största tennfigursmässa i den sydtyska medeltidsstaden Kulmbach, där man finner tennfigurer och dess tillverkare, samlare och bokhandlare.

## Figurspel

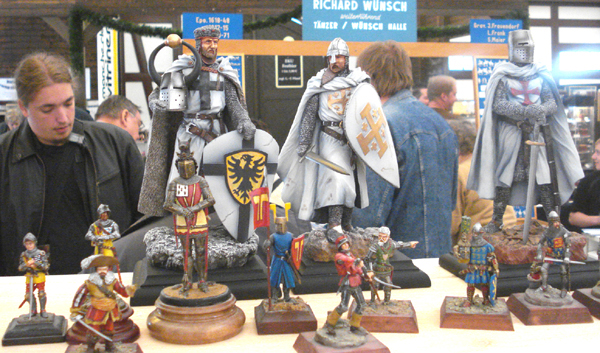
Tennfigursmässan i Kulmbach

Figurspel är ett samlingsnamn på relativt fria spel som spelas med tennfigurer eller plastfigurer. Spelen saknar spelplan i vanlig mening och spelas oftast på ett bord (de kallas ofta "table top games" på engelska, alltså bordsskivespel) där man i regel placerat ut olika hinder (oftast olika terrängelement) för att spelandet ska bli lite mera intressant, både ur spelteknisk men också estetisk synvinkel.
Figurspelen har både en speldel och en hobbydel. Vad man väljer att ägna sig mest åt är helt och hållet upp till individen, men de flesta figurspelare målar egna figurer, skapar egen terräng och spelar i ungefär lika stor utsträckning.
Oavsett vilken typ av figurspel man spelar brukar de premiera ett stort mått av självständigt tänkande, anpassningsförmåga och innovation. Detta, i kombination med hobbydelen, är det som brukar locka folk till att börja med figurspel.
Panoraman: när man har färdigställt en bataljon (1 200 man. Inom tennfigursväsendet förkortar man detta med 10 dvs. 120 man = en bataljon) Ägnar sig de flesta åt att skapa ett så kallat panorama. vid framställande av panoramor används ofta träd, hus gräs mm.